# CANDLE
CANDLE (аббр. англ. Center for the Advancement of Natural Discoveries using Light Emission) — проект источника синхротронного излучения третьего поколения в Ереване, Армения.

## Предпосылки
В Ереванском физическом институте с 1967 года работает 6 ГэВ электронный синхротрон АРУС. Однако он не задумывался как специализированный источник синхротронного излучения, и не удовлетворяет современным потребностям в области использования этих излучений. Начиная с 2001 года ведётся проектирование современного источника третьего поколения, получившего название CANDLE. Команда сформирована на базе ЕрФИ и Ереванского университета.

## Описание
Источник представляет собой электронный синхротрон на энергию 3 ГэВ, состоящее из 16 ахроматических ячеек периодичности типа DBA. Периметр кольца 216 м, ток пучка 350 мА в 282 сгустках, время жизни пучка 18 часов. Частота ускоряющего ВЧ 499.654 МГц, кратность ВЧ равна 360. Пучок в накопитель инжектируется из бустера на полную энергию с частотой 2 Гц, который, в свою очередь, питается от 100 МэВ линейного ускорителя.
Энергия фотонов СИ из поворотных магнитов (13 кГс), вигглеров (13 кГс, 20 кГс) и ондуляторов (3 кГс) будет закрывать промежуток 0.01÷50 кЭв.
Стоимость всего комплекса оценивается в $48 млн, запуск первоначально был запланирован на 2007 год.